# Denia Caballero
Denia Caballero Ponce (* 13. Januar 1990 in Caibarién) ist eine kubanische Diskuswerferin.
2011 siegte sie bei den Leichtathletik-Zentralamerika- und Karibik-Meisterschaften, wurde Neunte bei den Weltmeisterschaften in Daegu und gewann Bronze bei den Panamerikanischen Spielen in Guadalajara.
Bei den Olympischen Spielen 2012 in London schied sie in der Qualifikation aus, und bei den Weltmeisterschaften 2013 in Moskau wurde sie Achte.
2014 siegte sie bei den Zentralamerika- und Karibikspielen und 2015 bei den Panamerikanischen Spielen in Toronto. Auch bei den Weltmeisterschaften 2015 in Peking holte sie die Goldmedaille. Sie ist damit die erste kubanische Weltmeisterin im Diskuswurf der Geschichte. Ihre persönliche Bestleistung von 70,65 m stellte sie am 20. Juni 2015 in Bilbao auf. Bei den Olympischen Spielen 2016 in Rio de Janeiro gewann sie mit einer Weite von 65,34 m die Bronzemedaille hinter der kroatischen Titelverteidigerin Sandra Perković (69,21 m) und der Französin Mélina Robert-Michon (66,73 m).
Denia Caballero ist 1,75 m groß und hat ein Wettkampfgewicht von 70 kg.